# Zakrycie Jowisza przez Księżyc

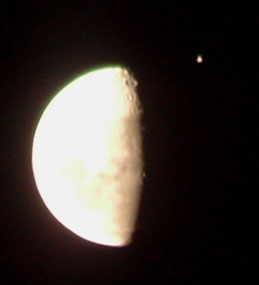
Kilka minut przed zakryciem Jowisza przez Księżyc 6 lipca 2005 (widziane z Nelson, Nowa Zelandia).

Zakrycie Jowisza przez Księżyc – zakrycie przez naturalnego satelitę Ziemi tarczy Jowisza; zachodzi, gdy Ziemia, Księżyc i Jowisz ustawiają się w jednej linii. Jest to przykład okultacji, czyli przejścia planety lub innego ciała niebieskiego za Słońcem lub Księżycem. Z powodu nachylenia orbit jest to dość rzadkie zjawisko (z terenu Polski widoczne było np. 15 lipca 2012). Kolejne zakrycia będą miały miejsce 31 października 2037 i 25 stycznia 2041 roku.